# Grafwegen

Lage von Grafwegen in Kranenburg

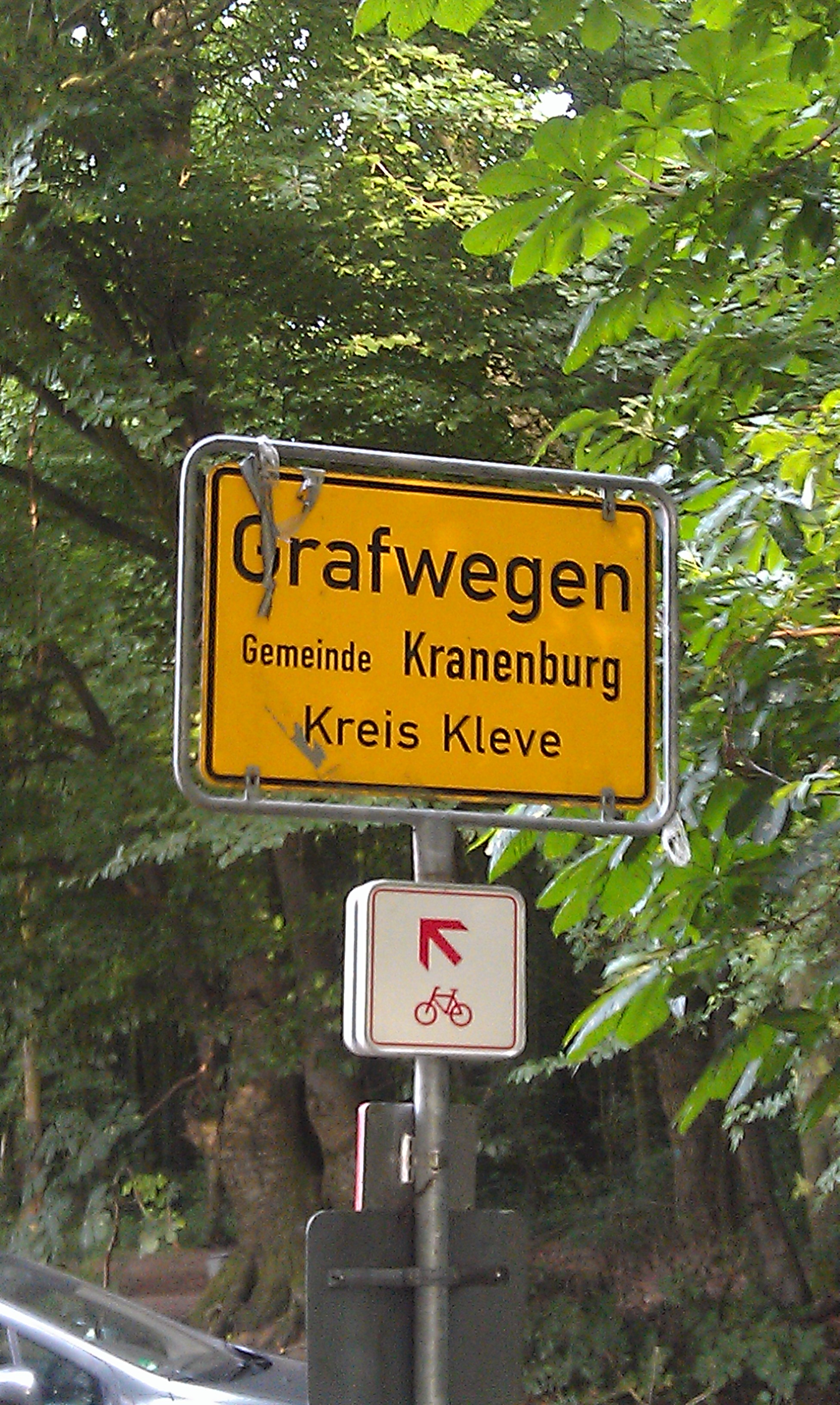

Grafwegen ist ein Ortsteil der Gemeinde Kranenburg im Kreis Kleve in Nordrhein-Westfalen.

## Geschichte

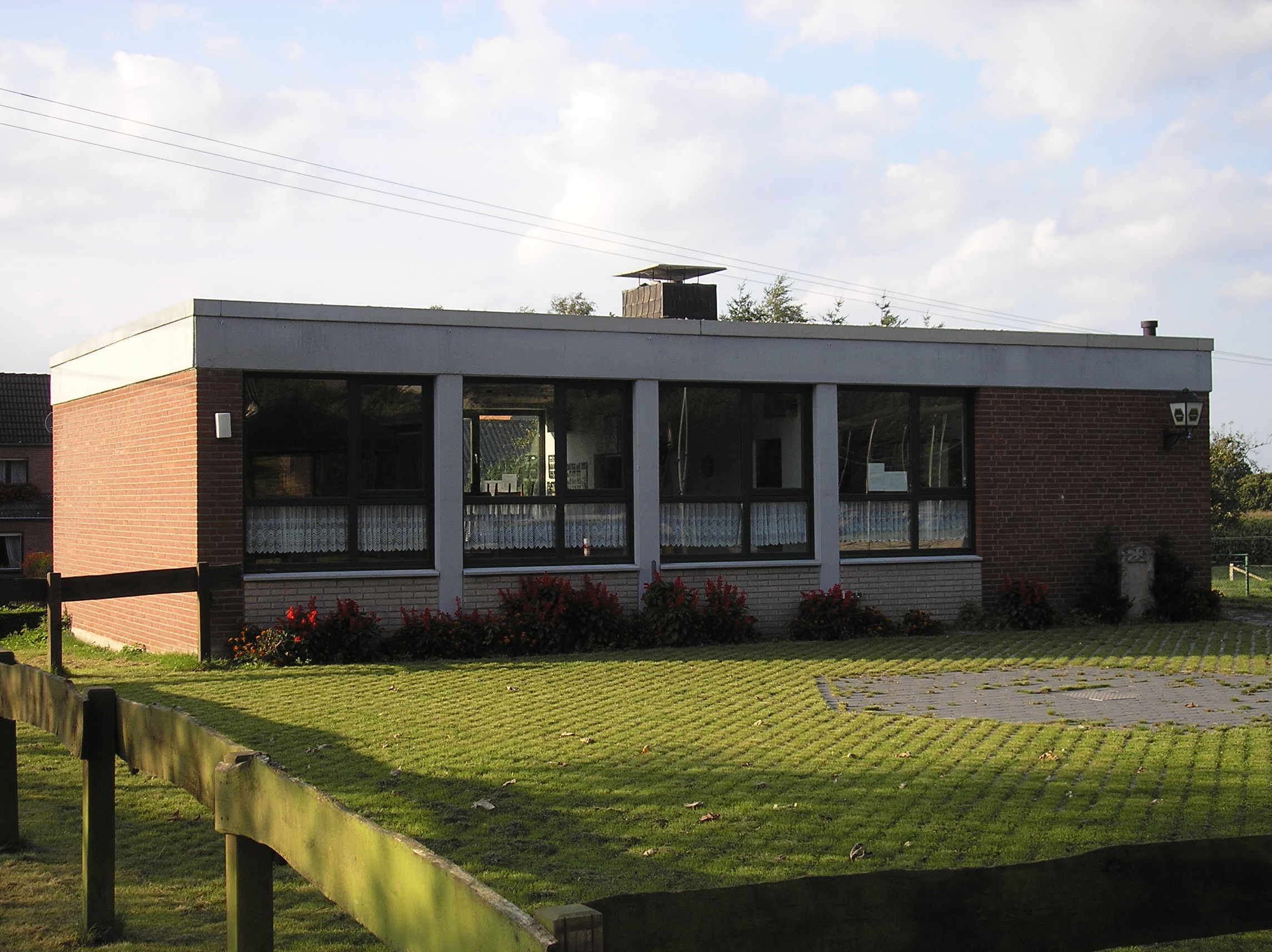
Alte Schule Grafwegen

Der Name Grafwegen wird erstmals 1294/95 genannt, allerdings gab es im klevisch-geldrischen Grenzgebiet in unmittelbarer Nachbarschaft drei Siedlungen dieses Namens. Das heute zur Gemeinde Kranenburg gehörende Grafwegen wurde erst 1572 explizit erwähnt. Zu dieser Zeit wohnten hier Walddiener des Klever Herzogs, die pfarrlich zu Kranenburg gehörten. 
Der unmittelbar an der niederländischen Grenze gelegene Ort liegt von deutscher Seite betrachtet sehr abgeschieden und ist nur über zwei Straßen zu erreichen, von denen eine durch den Reichswald (der Kartenspielerweg ist aber für den Autoverkehr gesperrt), die andere unmittelbar an der Staatsgrenze entlangführt. Bis 1936 unterstand Grafwegen dem Amt Kessel und wurde dann dem Amt Kranenburg zugeordnet. Die überwiegend protestantische Bevölkerung gehört der evangelischen Kirchengemeinde Kranenburg an, für die Katholiken ist die Pfarre Frasselt zuständig. Der Ort zählt weniger als 100 Einwohner. Mit seinen 42 Wahlberechtigten (2002) gilt Grafwegen als kleinster Stimmbezirk in Nordrhein-Westfalen.